# Архив 81
«Архив 81» (англ. Archive 81) — американский драматический телесериал с элементами мистики и ужасов. Создателем сериала является Ребекка Сонненшайн. Сериал вышел на платформе Netflix 14 января 2022 года.

## Сюжет
Архивиста, восстанавливающего повреждённые видеозаписи, затягивает в водоворот мистических событий, связанных с исчезновением режиссёра и деятельностью сатанинской секты. Сюжет основан на популярном подкасте.

## В ролях

### Главные роли
- Мамуду Ати — Дэниэл «Дэн» Тернер
- Дина Шихаби[англ.] — Мелоди Пендрас
- Эван Джоникайт[англ.] — Сэмюэл Спейр
- Джулиа Чан[англ.] — Анабелль Чо
- Ариана Нил — Джессика «Джесс» Льюис
- Мэтт Макгорри — Марк Хиггинс
- Мартин Донован — Верджил Давенпорт

### Роли второго плана
- Чарли Хадсон III — Стивен Тернер
- Кейт Истман — Тамара Стефано
- Кристин Гриффит — Кассандра Уолл
- Иден Мэришоу — Джон Смит
- Жаклин Антарамян — Бобби
- Джексон Роуз Мур — Эмили Тернер
- Сол Миранда — Беатрис Рейес
- Трейс Малачи — Дэн Тернер в детстве
- Джорджина Хэйг — Айрис Вос

### Приглашённые актёры
- Карла Бранденберг — Патриша Марстон
- Мишель Федерер — Иви Крест
- Зак Вилла — Крис Ли
- Джей Клайц — Томас Беллоуз
- Мег Хеннеси — Роуз
- Ник Подани — Джона Вос
- Жиль Гири — Лукас Вос
- Элен Адэйр — Эмма Триллей

## Эпизоды
| № | Название                                 | Режиссёр                     | Автор сценария                         | Дата премьеры  |
| --- | ---------------------------------------- | ---------------------------- | -------------------------------------- | -------------- |
| 1 | «Загадочные сигналы» «Mystery Signals»   | Ребекка Томас                | Пол Харрис Бордмен, Ребекка Сонненшайн | 14 января 2022 |
| Дэн Тёрнер — музейный реставратор, которого просят восстановить и оцифровать повреждённую видеокассету Hi8. Он реставрирует запись и смотрит введение к докторской диссертации аспирантки кафедры социальной антропологии Нью-Йоркского университета Мелоди Педрас, снятое в 1994 году в многоквартирном комплексе «Виссер» в Ист-Виллидж (Нью-Йорк). Кассета принадлежит Вёрджилу Давенпорту из компании L.M.G., и Вёрджил приглашает Дэна за 100 тысяч долларов восстановить остальные видеозаписи, сильно пострадавшие при пожаре в «Виссере». Вёрджил также каким-то образом знает, что семья Дэна погибла в пожаре, когда он был маленьким. Поскольку кассеты слишком хрупкие, чтобы их можно было перевозить, Дэн отправляется жить в исследовательский кампус, принадлежащий L.M.G. Вёрджил даёт Дэну браслет, с помощью которого можно вызвать неотложную медицинскую помощь, поскольку здесь нет ни интернета, ни сотовой связи, а у Дэна в прошлом были проблемы с психическим здоровьем. На видеокассете Мелоди ищет Джесс, девушку из «Виссера», которая, по её словам, была похищена. Пока она борется с охранниками, приезжает отец Дэна и пытается её успокоить. Дэн потрясен причастностью его отца к этому делу. Выясняется, что за Дэном следят. |                                          |                              |                                        |                |
| 2 | «Уэллспринг» «Wellspring»                | Ребекка Томас                | Ребекка Сонненшайн                     | 14 января 2022 |
| Дэн звонит своему другу Марку с мобильного телефона из леса, поняв, что Вёрджил выбрал его намеренно. Марк убеждает его продолжать работать с плёнками, чтобы понять, как в этом деле замешан его отец. Джесс знакомит Мелоди с другими жильцами «Виссера», включая Беатрис и Сэмюэла, который приглашает её на свидание. Доктор Тёрнер оставляет сообщение на автоответчике Мелоди, которая является его пациенткой. Мелоди стирает запись. Пытаясь поймать сигнал мобильной связи. Дэн видит рядом с оградой человека в красной куртке, который убегает. Он находит секретную зону в исследовательском центре, и появившийся там Вёрджил говорит ему, что именно доктор Тёрнер мог устроить пожар, в котором погибла семья Дэна. Однажды ночью Мелоди застает в общественной комнате многих жителей «Виссера», включая Сэмюэла, которые поклоняются загадочной статуе. Во время встречи в кафе Марк сообщает Дэну, что Мелоди не погибла при пожаре в «Виссере» и проживает в Питтсбурге. |                                          |                              |                                        |                |
| 3 | «Ужас в проходах» «Terror in the Aisles» | Джастин Бенсон, Аарон Мурхед | Майкл Нардуччи                         | 14 января 2022 |
| Выясняется, что мать Мелоди Джулия Беннет бросила её в церкви в младенчестве, после чего Мелоди воспитывалась в детском приюте, которым управляли монахини. У неё также случались провалы в памяти. Дэн подключается к камерам видеонаблюдения и начинает составлять карту их размещения. У Джесс происходит припадок, и по совету Мелоди она обращается за помощью к доктору Тёрнеру. Однако мать Джесс верит, что только отец Руссо избавит Джесс от страданий. В настоящем времени Марк навещает Мелоди. Она утверждает, что видеозаписи являются фальшивкой, но Марк понимает, что настоящая Мелоди мертва, а незнакомка просто выдает себя за Мелоди, присвоив её номер социального страхования. В прошлом Мелоди находит Джесс привязанной к стулу в её квартире, в то время как отец Руссо пытается провести обряд экзорцизма. Сэмюэл врывается и выгоняет Руссо, обещая Джесс оказать надлежащую помощь. Отец Руссо предупреждает Мелоди, чтобы та уходила из «Виссера», пока ещё есть такая возможность. Дэну снится сон, в котором он через видеокамеру разговаривает с Мелоди. |                                          |                              |                                        |                |
| 4 | «Слышащие духов» «Spirit Receivers»      | Джастин Бенсон, Эрон Мурхед  | Ивэн Блейвейсс                         | 14 января 2022 |
| Дэн теряет чувство времени, когда видит Мелоди. Мелоди берёт интервью у Кассандры Уолл и видит в её квартире ящик со скульптурой, которой поклонялась группа жильцов «Виссера». Миссис Уолл показывает Мелоди свой кулон; Мелоди видит в нем отражение пугающего образа. Уолл отдает Аннабель банку чёрной краски, которую её «сестра» Элеонора использовала для написания картин. В настоящем Дэн рассказывает Мелоди, кто его отец. Дэн находит в шкафу десятки тетрадей с записями Т. Беллоуза, одна из которых содержит код, с помощью которого можно попасть в запертую комнату в подвале. Оказавшись там, Дэн находит статьи доктора Тёрнера о межпространственных мостах. Вёрджил просит Марка шпионить за Дэном, чтобы не допустить у него нового нервного срыва. На вечеринке у миссис Уолл Беатрис проводит спиритический сеанс, чтобы связаться с матерью Мелоди, но чувствует присутствие другого духа. После этого компьютер Дэна зависает, а в комнате появляется Мелоди. Дэн говорит Мелоди, что она погибла при пожаре в «Виссере» 25 лет назад и что он сейчас реставрирует её видеозаписи. Она исчезает, а Беатрис пересказывает фрагменты разговоров Мелоди и Дэна, включая тот, который произошёл только что. Неожиданно Беатрис запинается и начинает разцарапывать себе лицо ногтями. Мелоди возвращается в свою квартиру, где Аннабель заявляет, что на десятках абстрактных картин, которые она нарисовала красками Элеоноры, кто-то есть. |                                          |                              |                                        |                |
| 5 | «Зазеркалье» «Through the Looking Glass» | Хаифа аль-Мансур             | Бобак Эсфарджани                       | 14 января 2022 |
| В больничной палате Беатрис предупреждает Мелоди: «Не выпускай это!» Мелоди сообщает доктору Тёрнеру, что её преследует дух его сына Дэна. Доктор Тёрнер рассказывает Мелоди, что пытался записать её для участия в программе по исследованию людей с экстрасенсорным восприятием, которых называют «бальдунги», но она не подошла по параметрам. Мелоди узнаёт, что отец Руссо погиб под колёсами поезда метро после того, как ночью отправился на таинственную встречу в Квинсе и упал на рельсы. Она узнаёт, что отец Руссо занимался исследованием «Виссера» и что Сэмюэл использует несколько фальшивых имён. В записях отца Руссо она находит описание секты под названием клан Бальдунга и изображение статуи, которую она видела в общей гостиной. Статуя изображает сущность, известную как Калего, которая упоминается как божество и демон. Мелоди видит, что на кольце её матери есть оккультный знак Бальдунга. На художественной выставке Мелоди замечает, что работы Аннабель покрыты плесенью и на всех картинах изображена одна и та же женщина. На улице она конфликтует с Сэмюэлем и становится свидетельницей того, как наркоман Крис падает из окна «Виссера» и разбивается насмерть. Просматривая видеокассету Мелоди, Дэн замечает, как Вёрджил обменивается взглядом с Сэмюэлем на улице сразу после смерти Криса. Вёрджил признаётся Дэну, что Сэмюэл был его братом и что он думает, что Мелоди убила Сэмюэла и, возможно, устроила пожар, в котором погибла семья Дэна. |                                          |                              |                                        |                |
| 6 | «Круг» «The Circle»                      | Хаифа аль-Мансур             | Хелен Ли                               | 14 января 2022 |
| Марк приезжает к Дэну и сообщает, что нашёл Томаса Беллоуза. Шесть лет назад Вёрджил нанял Томаса для оцифровки тысяч VHS-кассет с «мыльными операми», однако пару недель спустя после окончания работы Томас погиб в автокатастрофе. По словам бывшей подружки Томаса, в исследовательском центре у него начались галлюцинации и параноидальный бред. Дэн разбивает все видеокамеры в здании. Мелоди узнает, что у Аннабель был нервный срыв и она серьёзно ранила двух человек на выставке. Мелоди обнаруживает, что миссис Уолл травит людей чёрной плесенью, после отправляется в подвал, где находится источник её распространения, и сталкивается с Сэмюэлем. Дэн узнаёт, что Томас видел на записях то же лицо, что и Дэн. Сэмюэл отводит Мелоди в ритуальный зал. Песня, которую она ранее слышала, на самом деле является молитвой; на концерте в опере Сэмюэл увидел, что Мелоди больно слышать эту мелодию, и понял, что она «та самая». Сэмюэл показывает Мелоди видеозапись обряда человеческого жертвоприношения, который проводился в особняке семьи Вос, на развалинах которого был построен «Виссер». Мелоди догадывается, что Джесс будет принесена в жертву и станет «сосудом, способным вместить в себя новый мир». Мелоди пытается разыскать Джесс, но на её пути оказывается доктор Тёрнер, который помещает Мелоди в психиатрическую клинику. Демон пытается выползти из экрана, чтобы напасть на Дэна, поэтому он разбивает все экраны и мониторы. Под полом хранилища видеокассет он обнаруживает комнату, похожую на ритуальный зал из видеозаписи с жертвоприношением, но кто-то вырубает его ударом в челюсть. |                                          |                              |                                        |                |
| 7 | «Лодочник» «The Ferryman»                | Ребекка Томас                | Ребекка Сонненшайн                     | 14 января 2022 |
| Дэн просыпается в своей нью-йоркской квартире и не может найти мобильный телефон. Он приходит в офис LMG для встречи с Давенпортом, который утверждает, что Дэн перенёс нервный срыв, и угрожает выдвинуть против него обвинение за порчу имущества. Марк рассказывает Дэну о том, что ему удалось выяснить о кинорежиссёре Уильяме Кресте, который был одержим культом под названием общество «Вос». На одной из фотографий Дэн видит Айрис Вос — женщину, которую рисовала Аннабель на всех своих картинах. В 1924 году девушка по имени Роуз проходит собеседование на должность горничной в доме Восов и становится свидетельницей доставки статуи Калего. Айрис демонстрирует своим гостям Калего и читает молитву. Позже Роуз находит Айрис в крови после выкидыша. В особняке появляется плесень, и Айрис воспринимает это как божий знак. Эмма, ведьма из клана бальдунгов, пытается украсть ритуальную книгу, но Джона Вос стреляет в неё и убивает. Семья Вос готовится провести ритуал, но Лукас Вос уходит, потому что не может смириться с человеческим жертвоприношением и возможными последствиями. Айрис приступает к ритуалу и перерезает горло Роуз. Появляется таинственный свет, после чего видеозапись прерывается. Марк и Дэн находят в психиатрической больнице Аннабель, которая говорит, что Мелоди давно ждёт Дэна в Ином мире. |                                          |                              |                                        |                |
| 8 | «По ту сторону» «What Lies Beneath»      | Ребекка Томас                | Ивэн Блейвейсс, Майкл Нардуччи         | 14 января 2022 |
| В психиатрической клинике Стив приводит Мелоди к Аннабель и запирает обеих девушек в палате. Мелоди сбегает через окно, чтобы спасти Джесс. Аннабель отдаёт Дэну коробку с кассетами, которые на свою видеокамеру снимала Джесс. На одной из плёнок видно, что Мелоди вернулась в «Виссер» и записала обращение к полиции с обвинениями в адрес Сэмюэла. Мелоди находит Джесс в квартире на шестом этаже и убеждает её бежать. На Мелоди нападает Джон Смит, который сбивает девушку с ног. Мелоди приходит в себя в ритуальном зале, где Сэмюэл и члены культа Калего начинают обряд жертвоприношения, убивая Тамару вместо Джесс. Открывается портал между двумя мирами, в котором находится Айрис и в который входят Сэм и Мелоди. За происходящим наблюдает Джесс с камерой; она выбегает из здания, в котором начинается пожар. Давенпорт отказывается помогать Дэну спасти Мелоди, которая вместе с Сэюмюэлем застряла в Иномирье. Он также объясняет, что дом Дэна подожгли противники культа Калего, чтобы не допустить распространения кассет, которые Мелоди прислала его отцу, и что Дэн чудом остался в живых. Дэн и Марк решают провести ритуал для спасения Мелоди и спускаются в подвал, где сталкиваются с Бобби — бальдунгом и биологической матерью Мелоди, которая хочет спасти дочь. Бобби открывает Дэну дверь в потусторонний мир, где он видит свою семью целой и невредимой. Дэн находит Мелоди, и они, преследуемые Калего, бегут к выходу. Внезапно появляется Сэмюэл, который затаскивает Мелоди в портал. Мелоди перемещается в настоящее время и воссоединяется с матерью; Марк отчаянно зовёт пропавшего Дэна. Дэн приходит в себя на больничной койке и узнаёт, что на дворе 1994 год и что он выжил при пожаре в «Виссере», который произошёл 10 дней назад. |                                          |                              |                                        |                |

## Производство

### Разработка
26 октября 2020 года было объявлено, что Ребекка Сонненшайн станет шоураннером и исполнительным продюсером телесериала в жанре ужасов, который будет создан компанией Atomic Monster для платформы Netflix. Исполнительными продюсерами также станут Джеймс Ван и Пол Харрис Бордман, последний также станет сценаристом. 5 января 2022 года стало известно, что другими исполнительными продюсерами проекта стали Майкл Клир, Ребекка Томас и Антуан Дуайхи.

### Подбор актёров
В октябре 2020 года на главные роли были утверждены Мамуду Ати и Дина Шихаби. В ноябре того же года к актёрскому составу присоединились Мартин Донован, Мэтт Макгорри, Джулиа Чан, Эван Джоникайт и Ариана Нил.

### Съёмки
Съёмки сериала прошли с 16 ноября 2020 года по 29 марта 2021 года в Питтсбурге. Ребекка Томас стала режиссёром первой части первого сезона.

## Оценки критиков
На сайте-агрегаторе Rotten Tomatoes сериал имеет рейтинг 87 % на основании 39 рецензий критиков со средним баллом 6,7 из 10. «Консенсус критиков» гласит: «Интригующая смесь хоррора и нуара, „Архив 81“ предлагает захватывающую сверхъестественную дрожь, не дающую покоя в хорошем смысле».
На сайте-агрегаторе Metacritic рейтинг сериала составляет 73 балла из 100 возможных на основании на 16 рецензий критиков, что означает «в целом положительные отзывы».